# Oldtimerclub
Een oldtimerclub is een vereniging, stichting of informele groep, waarin liefhebbers van oldtimers zich verenigd hebben. Vaak worden deze clubs opgericht met één specifiek merk of model als onderwerp. Ook zijn er clubs die alle oldtimers toelaten.

## Overkoepelende organisaties
Er is in Nederland en België een aantal overkoepelende organisaties waarin de diverse oldtimerclubs zich verenigen. In Nederland is dit de FEHAC en in België is dit de BFOV-FBVA.